# Namur
Namur (în valonă Nameur, neerlandeză și germană Namen, flamandă: Naemen, latină: Namurcus) este un oraș francofon în Belgia, situat la confluența fluviilor Sambre și Meuse. Orașul, capitala Valoniei și reședință a provinciei cu același nume, se află la 60 km sud de Bruxelles. La 1 ianuarie 2008 comuna avea o populație totală de 107.939 locuitori.

## Geografie

Localitatea Namur în cadrul comunei

Comuna actuală Namur a fost formată în 1977, prin fuziunea cu comunele învecinate. Acestea sunt (denumirile valone sunt în paranteze): Beez (Bê), Belgrade, Boninne, Bouge (Boudje), Champion (Tchampion-dlé-Nameur), Cognelée (Cognêye), Daussoulx (Dåssoû), Dave (Dåve), Erpent (Erpint), Flawinne, Gelbressée (Djerboussêye), Jambes (Djambe), Lives-sur-Meuse (Live), Loyers (Loyi), Malonne, Marche-les-Dames (Måtche-les-Dames), Naninne, Rénne, Saint-Marc (Sint-Må), Saint-Servais (Sint-Serwai), Suarlée (Swarlêye), Temploux (Timplou), Vedrin (Vedrén), Wépion, Wierde (Wiete). Suprafața totală a comunei este de 175,69 km². 
Comuna Namur se învecinează cu comunele Andenne, Assesse, Éghezée, Fernelmont, Floreffe, Gembloux, Gesves, Jemeppe-sur-Sambre, La Bruyère și Profondeville.

## Politică
În anii 1960 Belgia a trecut printr-un proces de federalizare, în urma căruia a fost format un sistem complex de entități federale. Capitala Regiunii Valonia, una dintre cele trei regiuni federale belgiene, a fost stabilită în orașul Namur. Aici își desfășoară lucrările parlamentul și guvernul valon.

## Istoric

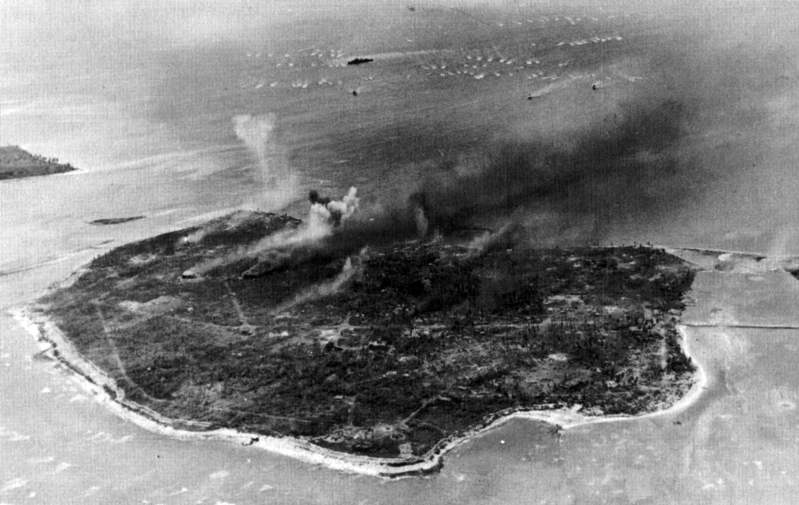
Un peisaj istoric

Namur e renumit pentru cetatea sa medievală, situată pe o colină în apropierea confluenței râurilor Sambre și Meuse, confluență cunoscută de către locuitori sub numele de Grognon. Aici exista o cetate deja în neolitic. În perioada galo-romană, cetatea a fost mutată și mărită, ajungând să aibă o suprafață de 70 ha și o formă de pinten. Ulterior, la poalele muntelului s-a dezvoltat o localitate. Orașul roman se întindea pe teritoriul a ceea ce astăzi reprezintă străzile Rue de la Croix, Rue du Collège, Rue de l'Ange și Rue des Brassiers și avea și un târg. Împrejurimile orașului erau și ele locuite, săpăturile arheologice descoperind cimitire la Saint-Servais, Jambes și în cartierele La Plante și Grands-Malades. La un moment dat orașul a luat foc, în timpul Imperiului Roman de Apus. Monedele descoperite ne arată că Namur a rămas întotdeauna în imperiu, până la sfârșitul acestuia.
În Evul Mediu, orașul este întărit, fiind port fluvial, cu un târg și cu un atelier monetar. La începutul secolului al X-lea, orașul devine capitala unui comitat, ce ia numele orașului, Comitatul Namur, comitat ce face parte din Imperiul romano-german. Prima dinastie de nobili a fost Berenger, despre care avem date din 907. Două alte dinastii vor urma: Courtenai (1212-1263) și de Dammepierre (1263-1429). Familia de Courtenai a dat și doi împărați imperiului latin de la Constantinopol, Petru și Balduin, în urma cruciadelor. În 1421, Ioan al III-lea de Namur vinde Comitatul Namur lui Filip al III-lea de Burgundia. Începând cu 1429, Comitatul Namur este integrat domeniilor burgunde din Țările de Jos. În 1701 orașul e ocupat de francezi iar în 1704 va fi bombardat de olandezi.
În 1711, Ludovic al XIV-lea redă independența Comitatului Namurului, impunându-l drept suveran pe Maxilmilian-Emanuel de Bavaria, dar în 1714, la moartea acestuia, Namurul se realipește Țărilor de Jos. Intră din nou în conflict cu Franța. După 1750 începe epoca arhitecturală și urbanizatoare a orașului. Împăratul Francisc Iosif distruge în 1782 multe întărituri și monumente, dar păstrează cetățuia. În perioada revoluției franceze, austriecii sunt alungați în 1789, dar se întorc în 1790, apoi sunt din nou alungați de către trupele revoluționare franceze în frunte cu generalul Dumouriez. Francezii înlătură orânduirea feudală și reorganizează teritoriul, formând departamentul Sambre-et-Meuse în 1794, ce își are reședința la Namur. După înfrângerea lui Napoleon (la Waterloo în 1815), Namurul face parte din Regatul Unit al Țărilor de Jos, care restaurează cetățuia. În 1830 ia ființă Belgia, și începând cu această dată, orașul devine belgian. În 1863, orașul a fost reînnoit, în afară de cetățuie. Orașul a mai fost bombardat în 1914, 1940 și 1944, în timpul celor două războaie mondiale.

### Istoria economică
Încă din perioada galică aici a existat un târg. În secolul al IX-lea orașul avea un port și un atelier de monetărie. În secolul al XIII-lea se țineau la Namur două târguri renumite: Yeboujhe și Sfântul Albaniu. În 1289 exista o țesătorie și o moară. În aceeași epocă a început exploatarea carierelor de piatră și prelucrarea calcarului. În secolele al XIV-lea și al XV-lea apar mine de plumb și huilă în împrejurimi. În secolul al XIX-lea, orașul redevine un centru comercial. În 1850 se înființează o sucursală a unei sticlării, iar altă sucursală la Jambes, apoi în 1867 el va avea o sticlărie proprie, Zoude, care în 1896 va angaja 1014 muncitori în sticlărie și cristale. În 1880 se înființează la Sart un depou central de reparații al căilor ferate. 
În ziua de astăzi, orașul cunoaște o rată a șomajului destul de scăzută, în comparație cu alte regiuni și zone, situându-se pe la mijloc, între comunele belgiene.

### Istoria spirituală

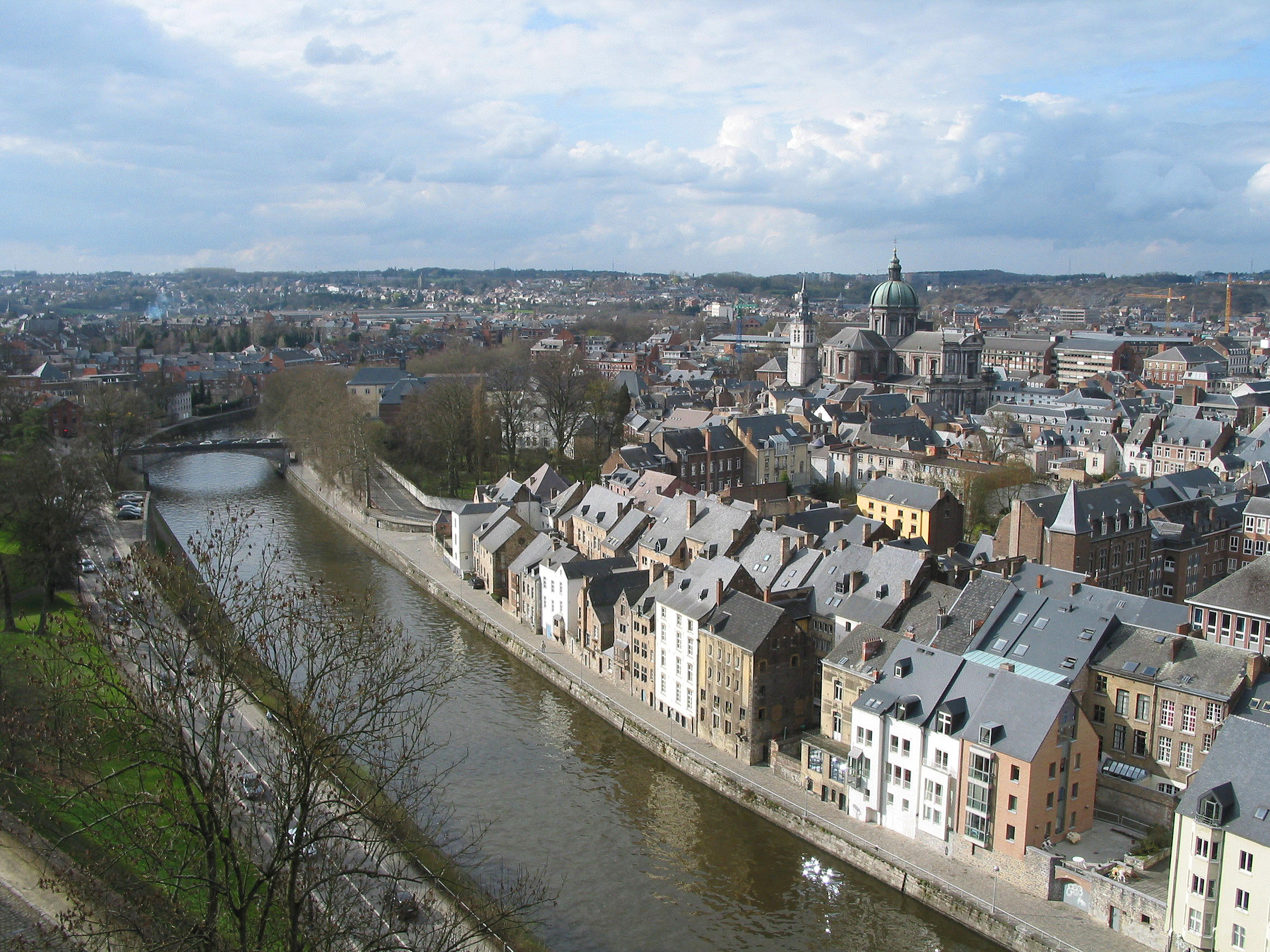
Vedere aeriană a oraşului

Inițial Namurul făcea parte din eparhia Tongeren. Prima biserică locală, din secolul al V-lea, purta hramul Maicii Domnului („Notre-Dame”). Puțin mai târziu, orașul avea cinci biserici: cea anterior amintită și Biserica Saint Hilaire înăuntrul cetățuii, iar în afară se aflau bisericile Saint Martin, Saint Rémy și Saint Aubain. În 1559 orașul avea opt lăcașe de cult, dintre care trei catedrale colegiale (catedrale protopopiale): Notre-Dame, Saint Aubain și Saint Pierre-La-Chapelle, și cinci biserici parohiale: Saint Michel, Saint Nicolas, Saint Loup, Saint Jean l'Évangéliste și Saint Jean-Baptiste. Dintre parohii, primele două țineau de protopopiatul de Fleurus, iar celelalte de protopopiatul de Gembloux. În 1559, se înființează noua eparhie la Namur, iar Saint Aubain devine catedrală episcopală. 
Aici au existat și două mari mănăstiri benedictine de maici, La Paix de Notre Dame, înființată în 1613, și una la Sart, înființată în 1198. Amândouă au fost distruse în secolul al XVIII-lea. Au existat și două mănăstiri din secolul al XIII-lea, una de cruciați, alta de reculeși. În 1596 au venit și iezuiții la Namur, apoi capucinii în 1604, și dominicanii în 1648. 
După Revoluția franceză, orașul cuprinde nouă parohii, cea de la catedrală inclusă. În secolele al XIX-lea și al XX-lea se vor înființa și alte parohii, în cartierele mărginașe, la La Plante, la Sart, și la cetățuie. Din Evul Mediu până în epoca modernă, la Namur au luat ființă trei congregații de maici, dintre care una - Les soeurs de Notre Dame de Namur - se menține până în ziua de astăzi, îndeosebi în SUA și în Brazilia. În secolele al XIX-lea și al XX-lea, orașul a dat un mare număr de misionari în Canada. În ziua de astăzi unele biserici sunt închise, iar parohiile regrupate. 

## Cultură
Picioroangele reprezintă sportul specific al orașului. În Evul Mediu, fluviul Meuse inunda lunca. De aceea, locuitorii din Jambes, pentru a ajunge la Namur, veneau pe catalige. Locuitorii orașului foloseau și ei alte catalige. Uneori, pentru a face o glumă proastă, locuitorii din Namur și cei din Jambes se împingeau în apă unii pe alții. Astfel s-a născut sportul picioroangelor, cele două orașe formând două echipe ce se înfruntă.
În comuna Namur există și trei grupuri folclorice.

## Localități înfrățite
- Franța: Bourg-en-Bresse.
- Statele Unite ale Americii: Lafayette, Louisiana.
- Statele Unite ale Americii: Columbus, Ohio.
- Statele Unite ale Americii: Belmont, California.
- Canada: Orașul Québec.